# Bokel (ved Rendsburg)
Bokel er en kommune og en by i det nordlige Tyskland, beliggende i Amt Nortorfer Land i den sydøstlige del af Kreis Rendsborg-Egernførde. Kreis Rendsborg-Egernførde ligger i den centrale del af delstaten Slesvig-Holsten.

## Geografi
Bokel ligger omkring 14 km sydvest for Rendsborg og kan nås via L 328 (tidl. Bundesstraße 205), Bundesautobahn 7 og jernbanen fra Rendsborg til Neumünster (via Nortorf, Bokel har ikke længere banegård).